# أحمد بن إسرائيل الأنباري
أبو جعفر أحمد بن إسرائيل الأنباري من مواليد 824 أو 825-8 حتى توفي في سبتمبر 869)  كان ضابطاً مدنياً بارزاً في الخلافة العباسية في منتصف القرن التاسع خدم كوزير خلال خلافة المعتز (حكم 866–866) وانتهت مسيرته بشكل مفاجئ عندما تم اعتقاله بأمر من الجنرال التركي صالح بن وصيف في مايو 869، وقتل بعد أربعة أشهر بعد تعرضه للتعذيب القاسي بشكل متكرر.

## ملحوظات
1. ↑  Sourdel, p. 295 n. 2; al-Tabari, v. 36: p. 9